# 100% Pure Love
A 100% Pure Love című dal az amerikai Crystal Waters első kimásolt kislemeze a Storyteller című 2. stúdióalbumról. A dal Top 20-as sláger volt Ausztráliában, Finnországban, Hollandiában, Svájcban, az Egyesült Királyságban, és Amerikában is.

## Előzmények és megjelenés
A dalt Waters egyik szerelmi kapcsolata inspirálta, valamint állítása szerint a 90-es évek közepén az Egyesült Államokban a gangsta rap népszerűsége ihlette a dal stílusát.
A dal az amerikai Billboard Hot 100-as listán a 11. helyen szerepelt, de slágerlistás helyezés volt a Hot Dance Club Play-n is, valamint az R&B Hip-Hop listán, ahol a 38. helyezést érte el. Az Egyesült Királyságban 15. helyezést érte el a dal a kislemezlistán. A dal a Billboard Hot 100-as listán összesen 45 hetet töltött el, és ezzel az Egyesült Államok slágerlistáján az egyik legtovább helyezést elérő dal lett. A dal a Music Awards díjkiosztón első helyezést ért el, a Top-Selling Hot Dance Music Club Play kategóriában, és az 1994-es Billboard Music Awards díjkiosztón is helyezett volt, és arany státuszt kapott.
A dal Ausztráliában az egyik legnépszerűbb dal volt. Először 1994. június 26-án került fel az ARIA kislemez listájára, ahol a 40. helyen kezdett, majd három héttel később a 3. helyig jutott. Július 31-én viszont a 2. helyig sikerült jutnia, de így is a Wet Wet Wet zenekar Love Is All Aound című dala lett első helyezett. A dal négy hetet töltött ezen a pozíción, mielőtt november 6-án lekerült volna a slágerlistáról. A dal Ausztráliában az egyik legjobban fogyó kislemez volt Bon Jovi Always című dala mellett. A dal platina státuszt kapott az eladott 70.000 darabszámnak köszönhetően.

## Videóklip
A klipet Matthew Rolston rendezte és Michael K. Williams koreográfiájára épült. A dalt az 1994-es MTV Video Music Awards díjkiosztón a legjobb dance video kategóriájában jelölték.

## Elismerések
| Év   | Kiadó    | Ország                    | Elismerés                                     | Helyezés |
| ---- | -------- | ------------------------- | --------------------------------------------- | -------- |
| 2017 | BuzzFeed | Amerikai Egyesült Államok | "101 Legnagyobb dance sláger a 90-es évekből" | 9        |

## Megjelenések
7"  Egyesült Királyság A&M Records – 858 668-7
- A	100% Pure Love (Radio Mix) 3:06
- B	100% Pure Love (Gumbo Mix) 5:22

12"  Amerikai Egyesült Államok Mercury – 858 485-1
- A1	100% Pure Love (Club Mix) 8:04
- A2	100% Pure Love (Radio Mix) 3:06
- B1	100% Pure Love (Gumbo Mix) 5:22
- B2	100% Pure Love (Hump Mix) 5:33

## Slágerlisták

### Heti összesítések
| Slágerlista (1994)                                            | Legjobb helyezések |
| ------------------------------------------------------------- | ------------------ |
| Ausztrália (ARIA)                                             | 2                  |
| Ausztria (Ö3 Austria Top 40)                                  | 26                 |
| Belgium (Ultratop 50 Flanders)                                | 31                 |
| Kanada Top Singles (RPM)                                      | 42                 |
| Kanada Dance/Urban(RPM)                                       | 2                  |
| Európa(Eurochart Hot 100)                                     | 49                 |
| Finnország (Suomen virallinen lista)                          | 14                 |
| Németország (Official German Charts)                          | 33                 |
| Izland (Íslenski Listinn Topp 40)                             | 25                 |
| Írország (IRMA)                                               | 30                 |
| Hollandia (Dutch Top 40)                                      | 11                 |
| Hollandia (Single Top 100)                                    | 15                 |
| Skócia (Recorded Music NZ)                                    | 19                 |
| Új-Zéland (Official Charts Company)                           | 44                 |
| Svájc (Schweizer Hitparade)                                   | 20                 |
| Egyesült Királyság (Official Charts Company)                  | 15                 |
| Amerikai Egyesült Államok Dance / Club Songs (Billboard)      | 1                  |
| Amerikai Egyesült Államok (Billboard) Hot 100                 | 11                 |
| Amerikai Egyesült Államok (Billboard) Hot R&B / Hip-Hop Songs | 38                 |
| Amerikai Egyesült Államok (Billboard) Mainstream Top 40       | 7                  |
| Amerikai Egyesült Államok (Billboard) Rhytmic                 | 10                 |
| Amerikai Egyesült Államok Cash Box                            | 5                  |

### Év végi összesítések
| Slágerlista (1994)                          | Helyezések |
| ------------------------------------------- | ---------- |
| Ausztrália (ARIA)                           | 11         |
| Kanada Dance/Urban (RPM)                    | 20         |
| Amerikai Egyesült Államok Billboard Hot 100 | 46         |

| Slágerlista (1995)                          | Helyezés |
| ------------------------------------------- | -------- |
| Amerikai Egyesült Államok Billboard Hot 100 | 82       |

### Minősítések
| Ország                           | Minősítés | Eladások |
| -------------------------------- | --------- | -------- |
| Ausztrália (ARIA)                | platina   | 70.000   |
| Amerikai Egyesült Államok (RIAA) | arany     | 500.000  |

## Remixek
A dalból számos remix, és feldolgozás készült, ezek a következők:

(A lista nem teljes)
- A Fekete Vonat énekesnője Mohamed Fatima és Antonio 2014-es feldolgozása[34]
- Selda feldolgozása Spenser & Hill remixben[35]
- Geri Halliwell is feldolgozta a dalt[36]
- Danny Tenaglia lemezlovas feldolgozása[37]
- Mario Ochoa remix[38]

## Külső hivatkozások
- A dal videóklipje a YouTubeon[39]
- Dalszöveg[40]
- Interjú Crystal Watersszel[41]